# Oratorio di San Rocco (Villafranca di Verona)
L’oratorio di San Rocco o chiesa di San Rocco di Villafranca di Verona è una piccola cappella costruita presumibilmente tra gli anni Ottanta del Quattrocento e i primi anni del Cinquecento, che ospita un importante ciclo di affreschi del XVI secolo. L'edificio presenta un'architettura semplice con pianta rettangolare e copertura a capanna.

## Storia
La popolazione di Villafranca attribuendo a San Rocco la cessazione di una pestilenza, che colpì il paese e i suoi dintorni nell'anno 1511, decise di erigere quello che ancora oggi, nel XXI secolo, è conosciuto come l’oratorio di San Rocco. 
La devozione a San Rocco si propagò a Verona e dintorni dopo che nel 1485 il corpo del santo, invocato contro le malattie del bestiame, le epidemie e le catastrofi naturali, fu traslato a Venezia e collocato nell'omonima chiesa. 
La cappella fu costruita presumibilmente tra la fine del Quattrocento e gli inizi del Cinquecento. Gli affreschi interni risalgono invece al secondo decennio del XVI secolo. 
Nel 1594 viene segnalato un forte degrado degli affreschi e un primo intervento di restauro. Da tale anno sono documentati numerosi interventi di restauro a causa delle condizioni di forte umidità. 
Gli interventi di restauro più onerosi risalgono agli anni Trenta del Novecento, quando vennero fissati e ordinati gli affreschi della facciata esterna e sistemato l'impianto fonico.  
Nell'anno 1980, nonostante le ristrutturazioni del 1933, la allora Soprintendenza per i Beni Artistici e Storici del Veneto intervenne nuovamente sugli affreschi interni, a causa dell'umidità di risalita e delle percolazioni di acqua piovana. 
Con i lavori di ristrutturazione che interessarono la chiesa dal 1997 al 2003 si sostituirono la quasi totalità delle travature del coperto, si realizza una barriera chimica parietale contro l’umidità di risalita e il riscaldamento a pavimento. Gli affreschi in facciata e all'interno vengono nuovamente consolidati, mentre le sculture e i dipinti vengono nuovamente restaurati. 
Nuovi interventi risalgono al 2002 quando venne restaurata la campana del Soletti, del campanile di San Rocco, e al 2009 anno in cui si è vista interessata la restaurazione delle statue e dei dipinti interni e si è ultimato un lavoro di riqualifica della piazzetta di San Rocco. 
Al 2014 risale l'ultimo intervento agli affreschi e alle sculture.

## Descrizione

### Esterno

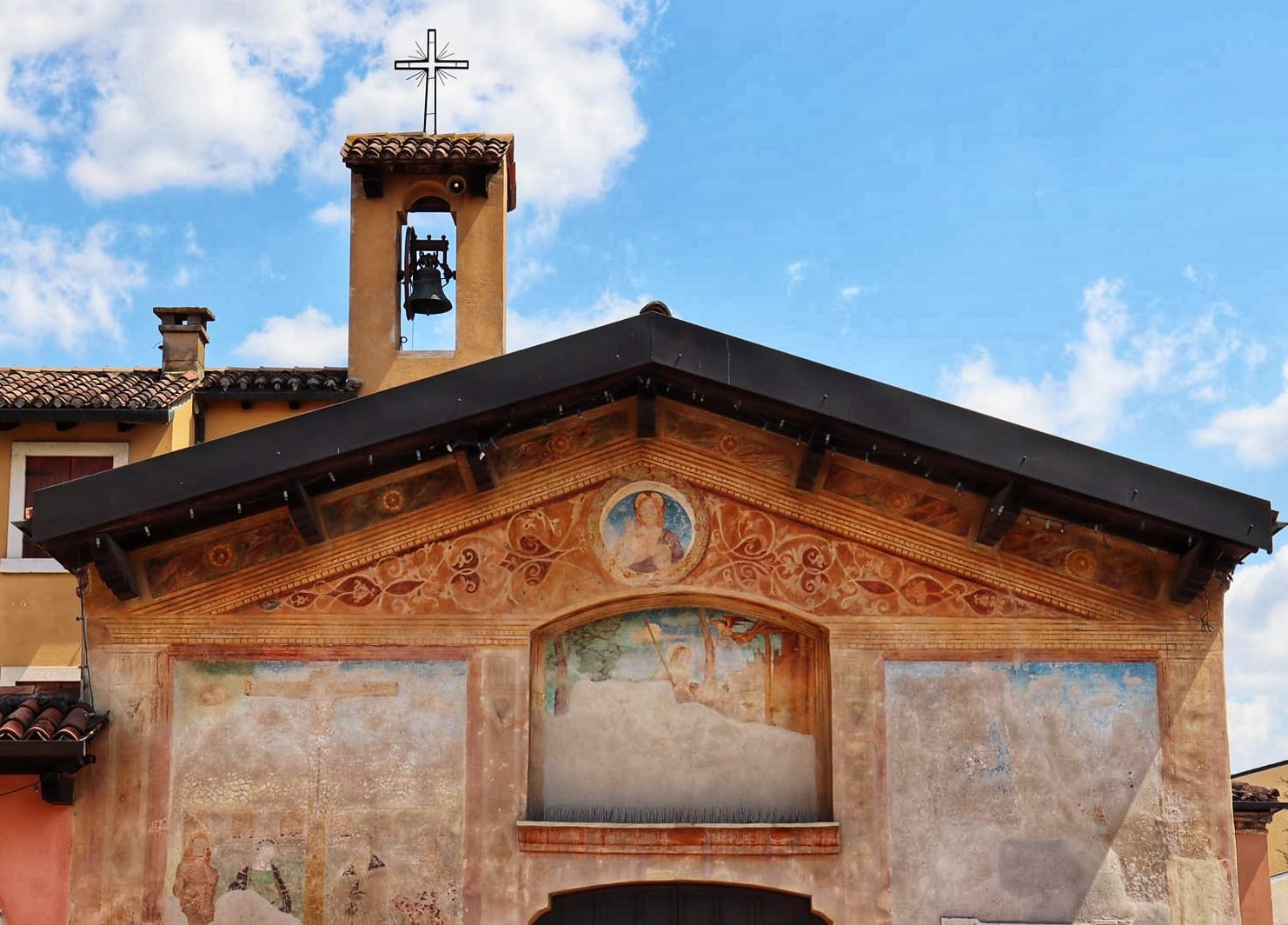
Timpano dell'oratorio di San Rocco

La facciata principale presenta una copertura a capanna. È affrescata con scene sacre inquadrate da elementi architettonici. Per la realizzazione delle decorazioni vennero incaricati artisti legati alla scuola di Domenico Morone, risalente al XVI secolo.
Al centro del geison, in alto nel sfarzoso timpano, si trova l’immagine del Cristo benedicente, circondata da una ghirlanda di frutta e foglie.
Nella nicchia sopra al portale, al centro della facciata, si trova sullo sfondo di un paesaggio agreste l'immagine di San Rocco al quale compare un angelo annunciante la pronta guarigione dalla peste. 
Ai lati sempre rappresentati in affresco, si trovano invece, rispettivamente a sinistra e a destra, il motivo della Crocifissione tra i santi Sebastiano, Maria, Antonio abate e Rocco e il motivo della Vergine in trono con il Bambino tra i santi Rocco e Sebastiano.  

### Interno

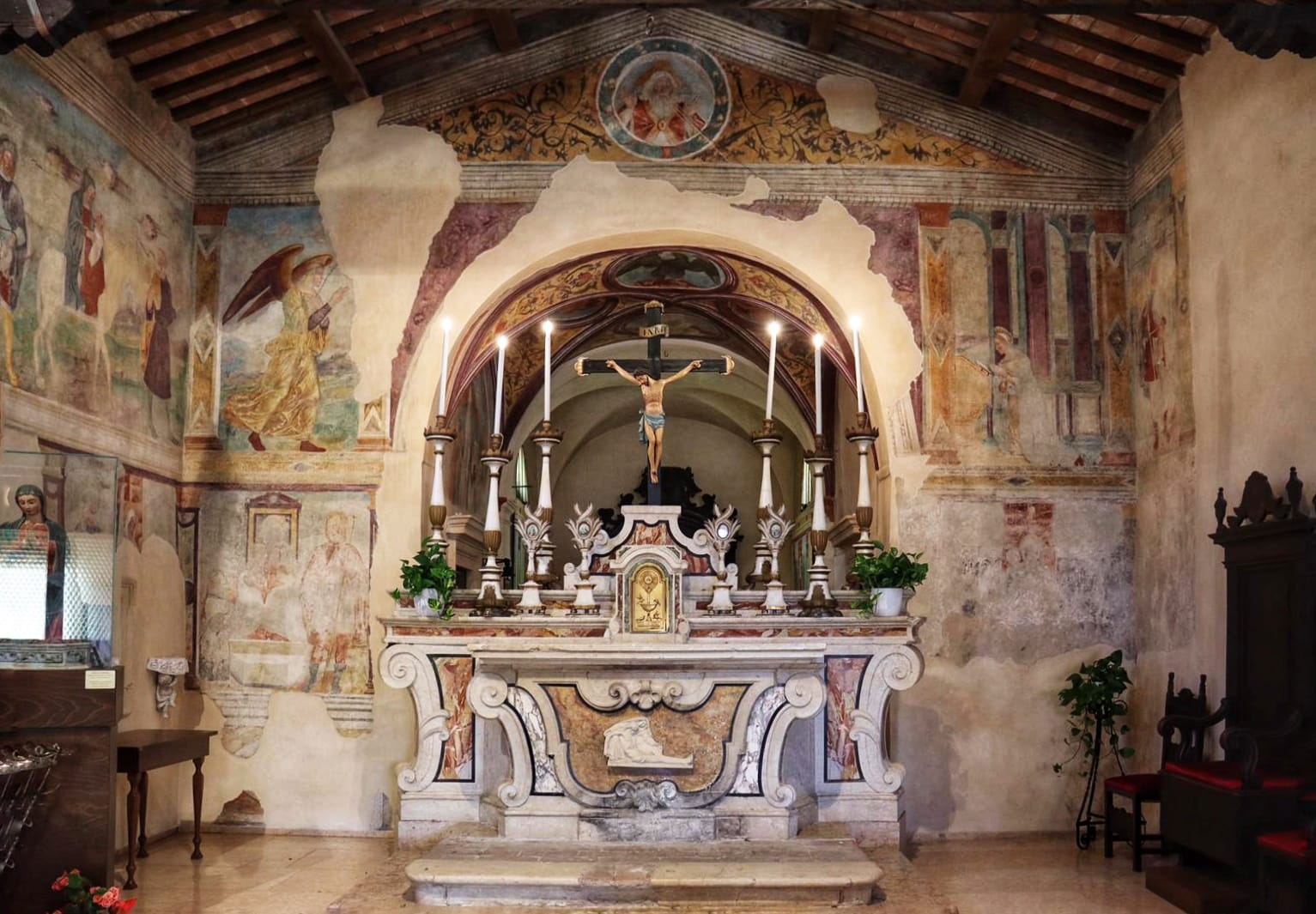
Navata dell'oratorio di San Rocco

La pianta dell'oratorio obbedisce a rapporti geometrici di tipo 1/2: "la navata unica ha una lunghezza doppia della larghezza. La lunghezza del coro è il doppio della sua larghezza ed è circa la metà della lunghezza della navata unica" .
La chiesa è costituita da un'unica navata  ospitante un ciclo di affreschi con le vicende del Santo francese Rocco e altre raffigurazioni sacre; quest'ultime inquadrate da elementi architettonici dipinti che ricordano la struttura architettonica illusoria della facciata esterna. 
L’oculo al centro del frontone interno raffigura il volto di Dio padre, incorniciato ancora una volta da una ghirlanda di frutta e foglie, che invia la colomba dello Spirito Santo alla Vergine Maria.  

"Nell'arco trionfale è invece raccontato l’episodio dell’Annunciazione, in cui Maria, posta sulla destra, si prostra all'annuncio dell’Arcangelo Gabriele, in piedi alla sua sinistra". 

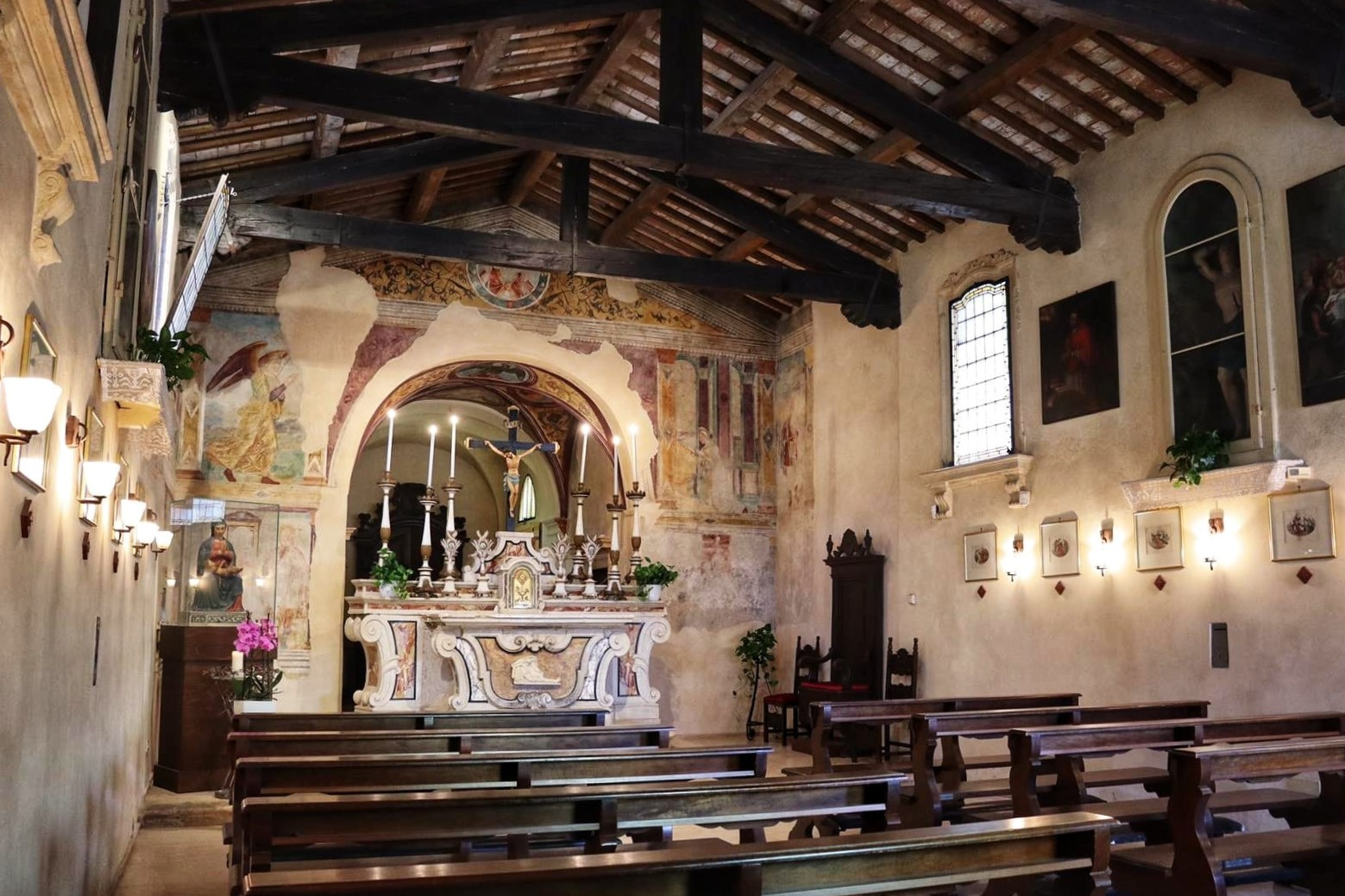
Affreschi interni della chiesa di San Rocco

Le restanti pareti della chiesa sono affrescate con le scene sacre della Vergine e di San Rocco:  
1. Trova spazio nuovamente la Crocifissione, della quale è conservato solo un piccolo frammento;
2. La Vergine nella tipica iconografia della Madonna della Misericordia;
3. L'affresco raffigurante la Fuga in Egitto, al centro di esso si trova Maria con il figlio seduti su un asinello, preceduti da Giuseppe e con al seguito San Rocco;
4. San Rocco che mostra sulla coscia sinistra la sua piaga;
5. Un affresco totalmente rovinato e quindi di difficile lettura raffigurante probabilmente la Madonna con San Rocco;
6. La Maestà di Maria in trono con Bambino, San Rocco e un altro committente. [12]

La parte orientale del settore absidale è stata prolungata nel Settecento, presenta una copertura a volta a crociera, divisa in quattro spicchi raffiguranti i simboli dei quattro evangelisti. 
A causa dell’instabile equilibrio tra la delicatezza delle superfici affrescate e l’incuria patita nel corso dei secoli è stato necessario intervenire con numerose azioni conservative sull'antica chiesa di San Rocco. Nonostante le diverse opere di restauro apportate agli affreschi a partire già dall'anno 1594, alcuni di essi rimangono comunque di difficile lettura ed interpretazione.